# Мерсеро, Боб
Боб Мерсеро — канадский журналист и музыкальный критик.
Мерсеро является обозревателем музыки на канале CBC в Нью-Брансуике. С 1982 года музыкальный репортер на восточном побережье для радио CBC и журнала Telegraph-Journal. Получил прозвище «Rockin Bob» от Питера Ксвоски. Мерсеро частый гость на канадских музыкальных радиопрограммах таких как Morningside и Sounds Like Canada.
Он является автором книги Топ 100 канадских музыкальных альбомов 2007 года и Топ 100 канадских синглов 2010 года.